# Gargoyle Turrets
Die Gargoyle Turrets (englisch für Wasserspeiertürme) sind drei markante und rund 1300 m hohe Felssäulen aus Sandstein im ostantarktischen Viktorialand. In der nordwestlichen Saint Johns Range ragen sie 2,5 km südwestlich des Queer Mountain aus steilen Kliffs oberhalb des Miller-Gletschers auf.
Das New Zealand Geographic Board benannte sie so, da die Felssäulen im oberen Abschnitt durch Winderosion entstandene Vorsprünge besitzen, die an Wasserspeier (englisch gargoyle) erinnern.